# La Machine moderne
La Machine moderne est un journal mensuel d'actualité et de veille technologique et comprenant des articles sur des procédés techniques, publié de 1906 à 1989.

## Histoire
Créé en décembre 1906, le journal est publié mensuellement jusqu'en 1989 à destination d'un public d'ingénieurs francophones. « Revue pratique de construction et d'usinage mécanique », il publie des articles de techniques et pratiques pour l'ingénieur, essentiellement dans les domaines de la fabrication mécanique, la production industrielle, les machines-outils et l'industrie mécanique.
Son fondateur Georges Lévy établit la rédaction à Paris, rue du Faubourg-du-Temple puis rue La Fayette jusqu'en 1924. Camille Didier, propriétaire de L'Usine, devient président du conseil d'administration de La machine moderne dès 1921. Sous l'impulsion de son directeur général Augustin Rousseau, le journal modifie sa maquette en 1924 et s'installe rue Bleue dans un immeuble partagé avec la rédaction de  L'Usine.
En 1945, La machine moderne fait partie du groupe de presse L'Usine nouvelle.
En 1989, le journal est renommé 'Techniques & équipements de production'  (ISSN 0998-4909) et est publié sous ce nom de 1989 à 1993.